# Yehoshua Bar-Hillel
Yehoshua Bar-Hillel (em hebraico: יהושע בר-הלל‎; Viena, 8 de setembro de 1915 — Jerusalém, 25 de setembro de 1975) foi um filósofo, matemático e linguista israelita. Ele foi pioneiro no campo computacional da tradução automática e da linguística formal.
Um dos principais discípulos de Rudolf Carnap, cuja sintaxe lógica da linguagem o influenciou, Bar-Hillel organizou a primeira edição da Conferência Internacional de Tradução Automática em 1952, destacando-se no trabalho de recuperação de informação. Ele também fundou um grupo de linguística algébrico-computacional e teorizou acerca do lema do bombeamento para linguagens livre de contexto e do tratamento dos símbolos indexicais.

## Biografia
Nascido Oscar Westreich em Viena, capital da Áustria-Hungria, em 8 de setembro de 1915; ele foi criado em Berlim. Em 1933, ele emigrou para a Palestina com o movimento juvenil Bnei Akiva ("Filhos de Akiva"), e se juntou brevemente ao kibutz Tirat Zvi antes de se estabelecer em Jerusalém e se casar com Sulamita.
Durante a Segunda Guerra Mundial, serviu na Brigada Judaica do Exército Britânico. Ele lutou com o Haganah durante a Guerra Árabe-Israelense de 1948, perdendo um olho.

### Vida acadêmica
Bar-Hillel recebeu seu PhD em Filosofia pela Universidade Hebraica, onde também estudou matemática com Abraham Fraenkel, com quem acabou sendo coautor de Fundamentos da Teoria dos Conjuntos (1958, 1973).
Bar-Hillel foi um grande discípulo de Rudolf Carnap, cuja Sintaxe Lógica da Linguagem muito o influenciou. Ele começou uma correspondência com Carnap na década de 1940, o que o levou a um pós-doutorado em 1950 sob Carnap na Universidade de Chicago, e à sua colaboração em 1952, Um Esboço da Teoria da Informação Semântica, de Carnap.
Bar-Hillel então assumiu um cargo no MIT, onde foi o primeiro acadêmico a trabalhar em tempo integral na área de tradução automática. Bar-Hillel organizou a primeira Conferência Internacional sobre Tradução Automática em 1952. Mais tarde, ele expressou dúvidas de que a tradução automática de alta qualidade de uso geral seria viável. Ele também foi um pioneiro no campo da recuperação da informação.
Em 1953, Bar-Hillel ingressou no departamento de filosofia da Universidade Hebraica, onde lecionou até sua morte aos 60 anos. Seus ensinamentos e escritos influenciaram fortemente toda uma geração de filósofos e linguistas israelenses, incluindo Asa Kasher e Avishai Margalit. Em 1953, ele fundou um grupo linguístico algébrico-computacional pioneiro e, em 1961, contribuiu para a prova do lema de bombeamento para linguagens livres de contexto (às vezes chamado de Lema de Bar-Hillel). Bar-Hillel ajudou a fundar o departamento de Filosofia da Ciência da Universidade Hebraica.
De 1966 a 1969, Bar-Hillel presidiu a Divisão de Lógica, Metodologia e Filosofia da Ciência da União Internacional de História e Filosofia da Ciência.
A filha de Bar-Hillel, Maya Bar-Hillel, é psicóloga cognitiva na Universidade Hebraica, conhecida por suas colaborações com Amos Tversky e por seu papel na crítica ao estudo do código bíblico. Sua outra filha, Mira Bar-Hillel, é uma jornalista freelance que trabalhou para o London Evening Standard. Sua neta, Gili Bar-Hillel, é a tradutora de hebraico da série de livros Harry Potter.

## Obras
- Yehoshua Bar-Hillel (1953). «Some Linguistic Problems Connected With Machine Translation» (PDF). Philosophy of Science. 20: 217–225
- Yehoshua Bar-Hillel (Jul 1954). «Indexical Expressions». Mind. 63 (251): 359–379
- Yehoshua Bar-Hillel (Jan 1963). Four lectures on Algebraic Linguistics and Machine Translation (PDF) (ASTIA Report). Hebrew University, Jerusalem
- Yehoshua Bar-Hillel (1964). Language and Information:  Selected Essays on Their Theory and Application. Reading, MA: Addison-Wesley
- Yehoshua Bar-Hillel, ed. (1965). Logic, Methodology and Philosophy of Science:  Proceedings of the 1964 International Congress. Amsterdam: North-Holland
- Yehoshua Bar-Hillel (1970). Aspects of Language: Essays in Philosophy of Language, Linguistic Philosophy, and Methodology of Linguistics. Amsterdam: North-Holland
- Yehoshua Bar-Hillel (ed.). Mathematical Logic and Foundations of Set Theory:  Colloquium Proceedings, Jerusalem, 1968. Col: Study in Logic and Foundation of Mathematics. Amsterdam: North-Holland Pub. Co. ISBN 9780720422559
- Yehoshua Bar-Hillel, ed. (1971). Pragmatics of Natural Languages: Proceedings of the 1970 International Working Symposium. Col: Synthese Library. 41. Dordrecht: D. Reidel Publishing Co. ISBN 978-90-277-0599-0. doi:10.1007/978-94-010-1713-8
- Abraham Halevi Fraenkel; Yehoshua Bar-Hillel; Azriel Levy (1973). Foundations of Set Theory. Col: Studies in Logic and the Foundations of Mathematics. 67 2nd ed. [S.l.]: Elsevier. ISBN 9780080887050